# Ambasada Wenezueli przy Stolicy Apostolskiej
Ambasada Wenezueli przy Stolicy Apostolskiej – misja dyplomatyczna Boliwariańskiej Republiki Wenezueli przy Stolicy Apostolskiej. Ambasada mieści się w Rzymie.
Stanowisko ambasadora Wenezueli przy Stolicy Apostolskiej obecnie wakuję. Szefem placówki jest drugi sekretarz Carlos Eduardo García García, który jest jedyną osobą zatrudnioną w ambasadzie.

## Historia
Stosunki dyplomatyczne pomiędzy Stolicą Apostolską a Wenezuelą zostały ustanowione w 1881. W latach 1959–1963 ambasadorem był wcześniejszy pełniący obowiązki prezydenta Edgar Sanabria.